# Сепа (Тарту)
Се́па (ест. Sepa küla) — село в Естонії, у волості Тарту повіту Тартумаа.

## Населення
Чисельність населення на 31 грудня 2011 року становила 50 осіб.

## Географія
Від населеного пункту починається автошлях 14108 (Сепа — Кооґі — Лаева).

## Історія
До 25 жовтня 2017 року село входило до складу волості Табівере повіту Йиґевамаа.